# Călătorie în centrul Pământului
Călătorie în centrul Pământului (titlu original: Journey to the Center of the Earth, cunoscut în Regatul Unit ca Journey to Middle Earth) este un film american direct-pe-video din 2008 regizat de David Jones și Scott Wheeler. A fost produs de The Asylum. Rolurile principale au fost interpretate de actorii Greg Evigan, Dedee Pfeiffer și Vanessa Lee Evigan. Este o adaptare a romanului O călătorie spre centrul Pământului de Jules Verne, care a mai fost ecranizat în 2008 pentru televiziune de către RHI Entertainment pentru canalul Ion Television și pentru cinematografe de către Warner Bros.

## Prezentare
Într-un experiment militar secret, un grup de soldați femei condus de Kristen Radford urmează să fie teleportat din California la Stuttgart. Liderul experimentului este Joseph Harnet. Cu toate acestea, încercarea eșuează, iar echipa ajunge într-un peisaj necunoscut, iar legătura cu Harnet este întreruptă. Soldații reușesc doar să transmită un scurt mesaj radio atunci când sunt atacați de un Tyrannosaurus Rex. Unele dintre femei, precum și echipamentul complet de radio cad victime dinozaurului.
Pe baza semnalului radio, echipa lui Harnet reușește să localizeze locul în care se află grupul; ei află că au fost teleportați la 600 de kilometri sub suprafața Pământului. Harnet cere ajutorul fostei sale soții, Emily Radford, care forează la adâncime cu un burghiu de pământ în America de Sud. Când află că sora ei Kristen este printre cei dispăruți, ea este de acord cu misiunea de salvare. Harnet și Emily încep să se deplaseze în direcția semnalului localizat prin mantaua Pământului.
Între timp, supraviețuitoarele Kristen, Betsy, Gretchen și Victoria fug din fața a diverși monștri preistorici și sunt, de asemenea, atacate de plante otrăvitoare, atunci când caută apă potabilă. Când găsesc un loc promițător, Victoria preia prima gardă, dar este atacată și răpită de un păianjen uriaș. Celelalte trei sunt trezite de țipete și urmăresc creatura. Ei descoperă un cuib de păianjeni uriași și reușesc să o elibereze pe Victoria și să ucidă câțiva dintre monștri.
După unele dificultăți, burghiul de pământ condus de Emily și Harnet ajunge aproape la o adâncime de 600 de kilometri atunci când reușesc să ia legătura radio cu grupul Kristenei. Se înțeleg să se întâlnească lângă un vulcan mare. Emily și Harnet intenționează să intre în râul de magmă al vulcanului pentru a supraviețui impactului forajului. Acest lucru reușește, dar sunt atacați în magmă de viermi uriași, de care scapă în ultima secundă. Emily și Harnet se grăbesc spre cele patru femei soldat care sunt urmărite de păianjenii uriași. Victoria moare când devine clar că păianjenii au folosit-o ca animal gazdă pentru urmașii lor. Supraviețuitorii sunt teleportați înapoi la stația de cercetare din California.
La sfârșitul filmului, un pui de păianjen uriaș se târăște neobservat din una dintre piesele de echipament teleportate înapoi cu supraviețuitorii.

## Distribuție
- Greg Evigan - Joseph Harnet
- Dedee Pfeiffer - Emily Radford
- Vanessa Lee Evigan - Victoria Jansen
- Caroline Attwood - Gretchen Lake
- Amelia Jackson-Gray - Kate Burroughs
- Sara Tomko - Betsey Case
- Vanessa Mitchell - Eve Abraham
- Michael Tower - Marty

## Lansare și primire
Călătorie în centrul Pământului a fost lansat ca un mockbuster al filmului omonim din același an regizat de Eric Brevig.
Filmul a avut recenzii în mare parte recenzii negative.